# Rolf Thorsen
Rolf Thorsen   (Zúric, 22 de febrer de 1961) és un remer noruec, ja retirat, que va competir durant les dècades de 1980 i 1990. És germà del també remer Espen Thorsen.
El 1984 va prendre part en els Jocs Olímpics d'Estiu de Los Angeles, on fou desè en la prova del doble scull del programa de rem. Quatre anys més tard, als Jocs de Seül, va guanyar la medalla de plata en la quàdruple scull. Formà equip amb Alf Hansen, Lars Bjønness i Vetle Vinje. Als Jocs de Barcelona de 1992 guanyà una nova medalla de plata en la mateixa competició, aquesta vegada formant equip amb Kjetil Undset, Per Sætersdal i Lars Bjønness.
En el seu palmarès també destaquen cinc medalles al Campionat del Món de rem. D'or el 1982, 1989 i 1994, de plata el 1987 i de bronze el 1981, sempre en el doble scull. A nivell nacional guanyà onze campionats noruecs. El 1989 va ser guardonat amb la Morgenbladets gullmedalje i el 1996 la The Thomas Keller Medal, màxima distinció de la Federació Internacional de Rem.
Entre el 1996 i el 2000 fou vicepresident de la Federació Noruega de Rem i entre el 2000 i el 2010 en fou el president.